# 甲波宿禰神社 (渋川市行幸田)
甲波宿禰神社（かわすくねじんじゃ）は、群馬県渋川市行幸田にある神社。祭神は速秋津彦命、速秋津姫命の2柱。旧社格は村社。

## 由緒
渋川市川島の甲波宿禰神社の社記によれば、文安年間（1444年 - 1449年）に同社から当社を分祀したとされている。
『上野国神名帳』一宮本に見える「従五位上 甲波明神」を当社にあてる説もあるが、「赤波明神」とする異本があることや、甲波宿禰神社を「宿祢神社」と略した例はあっても「甲波神社」と略した例がないことが指摘されている。
『神明考証』では賀袁真稚命（かおのまわかのみこと）・大水口宿禰命（おおみなくちのすくねのみこと）を社名の由来とし、宝永4年（1707年）の創建とするが、神社所有の古筆写に元和8年（1622年）「湯上村に神定仕候」とあることからこの時に分社されたとも考えられる。
天明6年（1786年）に書かれた紀行本『山吹日記』（奈佐勝皐）には、「湯の上のひたりのかたに、いと陰たかくふりにし社あるはハ甲波宿祢のやしろと聞ゆ」と記述がある。
現在の本殿・幣殿・拝殿は元治元年（1864年）の造営である。
社格
- 従五位上 甲波明神（『上野国神名帳』一宮本）
- 宝永4年（1707年）11月  宗源宣旨[5]
- 明治6年（1873年） 村社
- 明治39年（1906年）12月 - 神饌幣帛料供進指定神社[1]

## 祭神

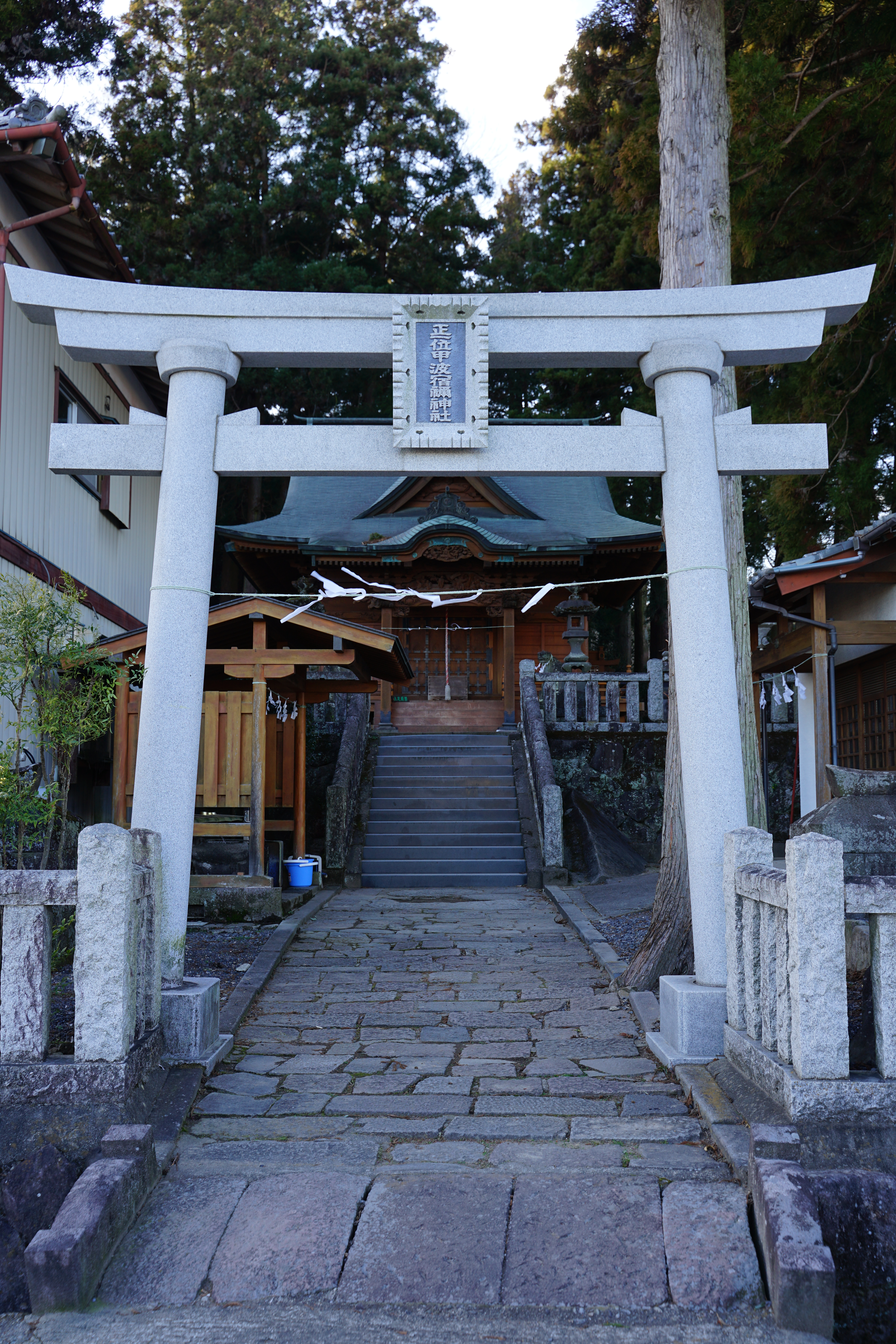
鳥居

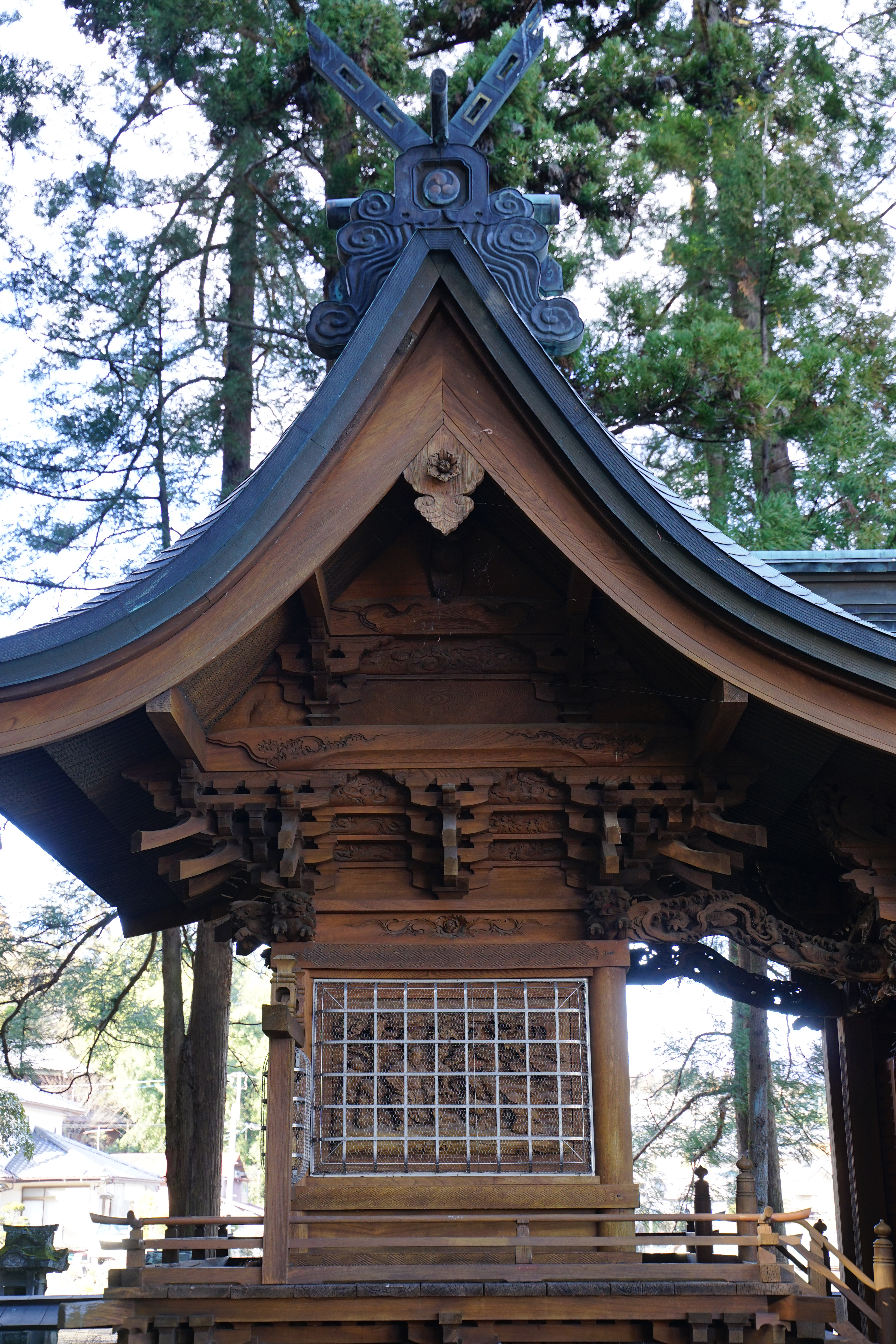
本殿

主祭神
- 速秋津彦命[1][6]
- 速秋津姫命[1][6]

## 境内社
甲波宿禰神社の社殿左側奥に鎮座する境内社

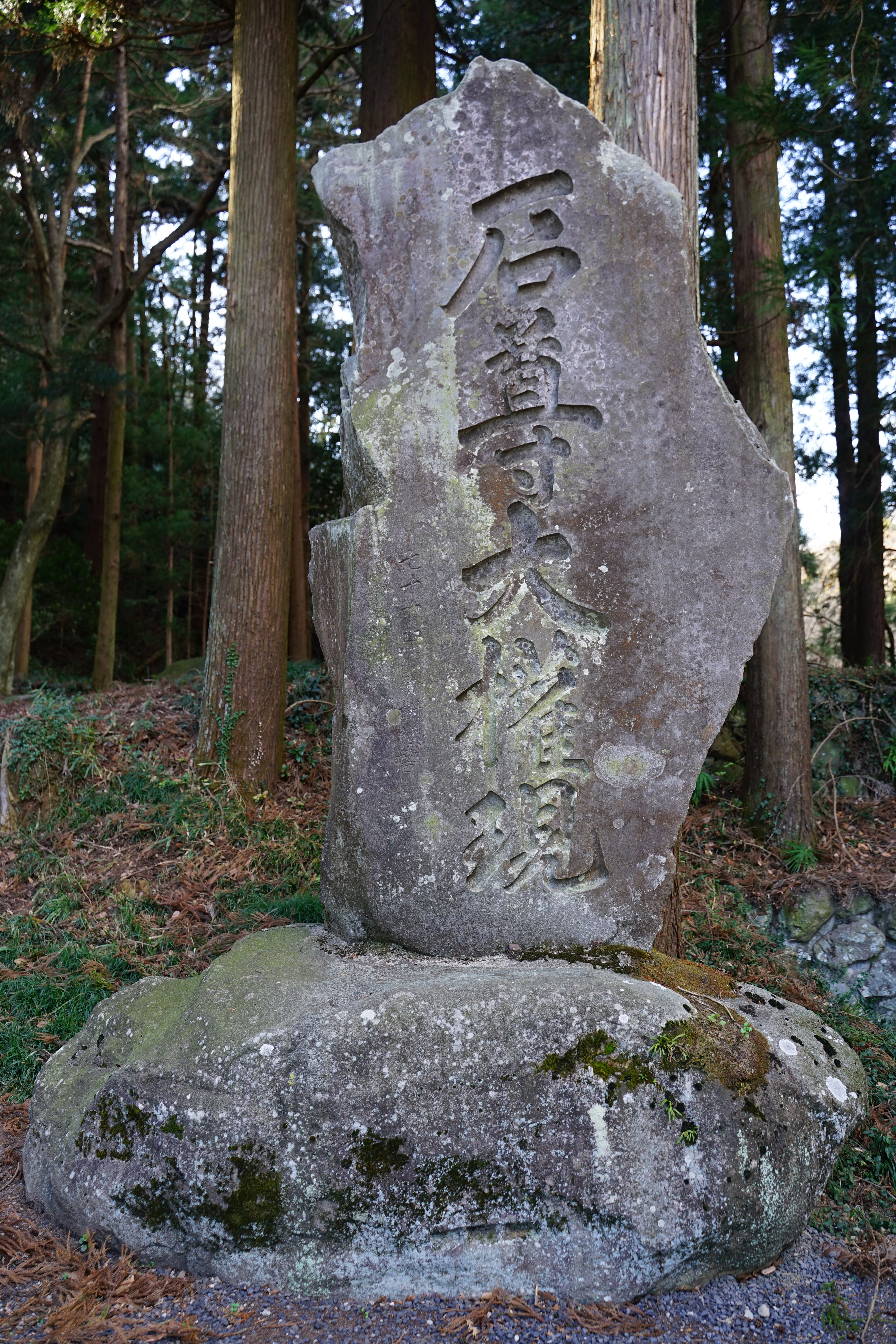
石尊大権現

- 石尊大権現 - 相模国大山阿夫利神社から勧請[7][8]。

石尊大権現の石碑の奥に鎮座する境内社

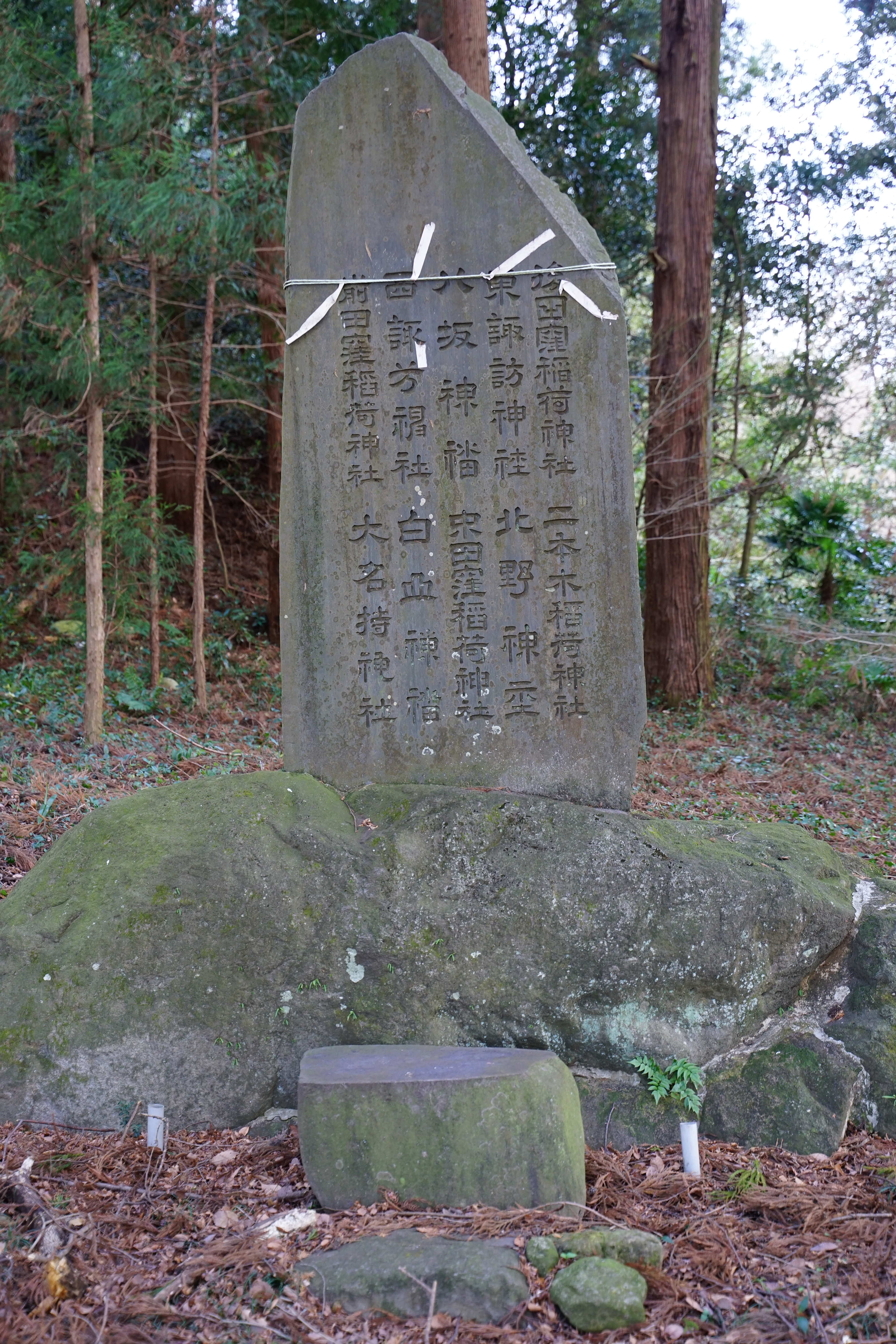
合祀石碑

- 東諏訪神社、西諏訪神社 - 明治42年2月16日に合祀した。なお、東諏訪神社、西諏訪神社に奉納されていた行幸田の獅子舞は、現在は甲波宿禰神社に奉納されている[9]。
- 稲荷神社（束田窪、前田窪、後田窪、二本木）
- 八坂神社、北野神社、白皿神社、大名持神社

甲波宿禰神社の社殿の周辺を囲むように鎮座する石祠群
- 天満宮、稲荷社、日枝社、淡島大明神

甲波宿禰神社の社殿の周辺を囲むように鎮座する石碑群
- 天満神
- 少毘古那神、大名牟遅神
- 御嶽神社、阿蘇神社、古御嶽神社
- 八坂大神

## 行事

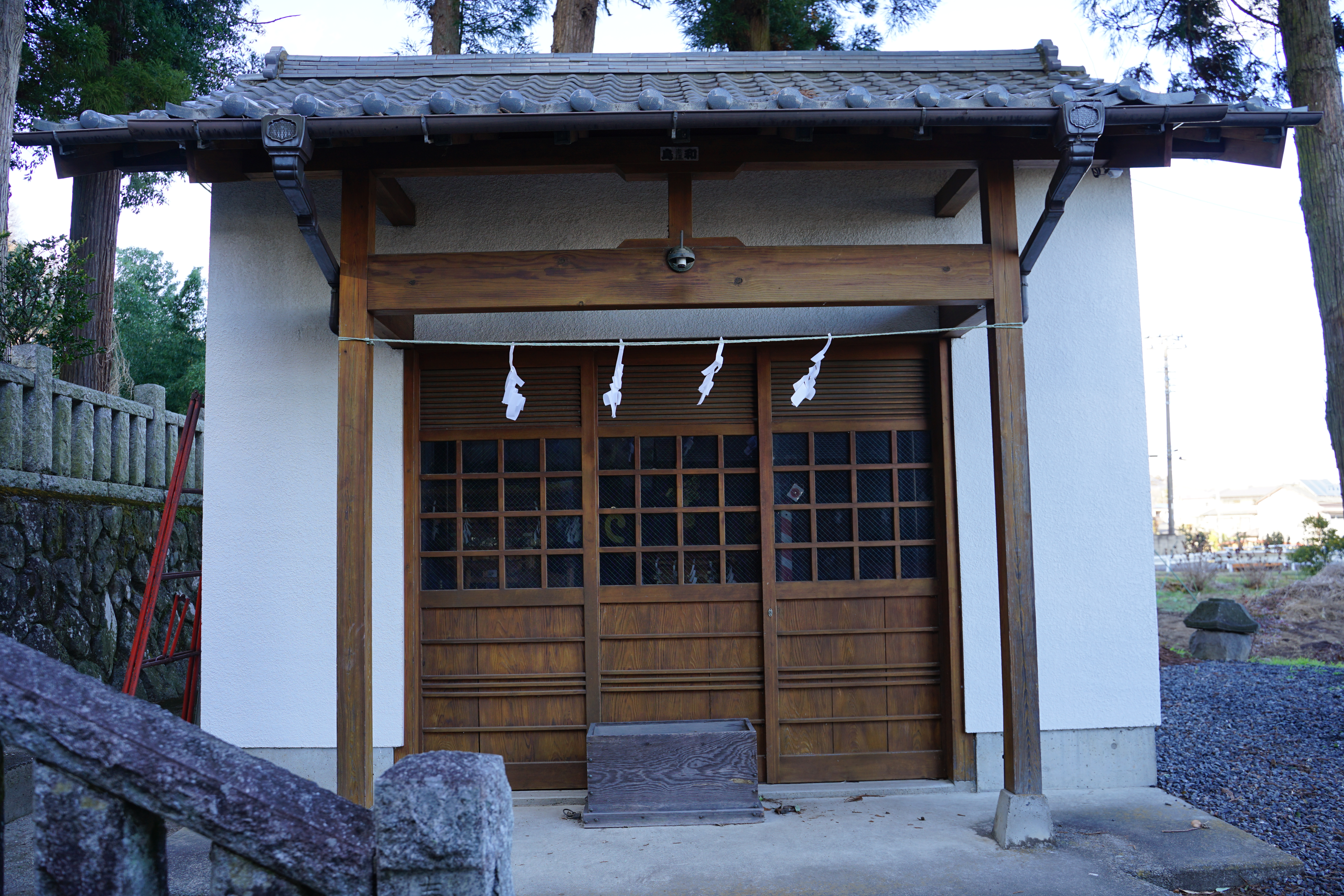
神輿殿

- 春祭（4月17日に近い日曜日）[4]

- 秋祭（10月9日）[6][4]

## 文化財

### 渋川市指定重要無形民俗文化財
- 行幸田の獅子舞（昭和50年1月30日指定）[10] - もとは東諏訪神社・西諏訪神社の神事として伝わったもので、悪魔払いや五穀豊穣を祈願する。腰太鼓の胴の内側に安永2年（1773年）の紀年がある。鹿島流と伝えられる一人立ち獅子で、雄獅子2、雌獅子1、棒使い2、かんかち1、ささら1、笛師、謡方から構成される[9][11]。

## 交通
- JR上越線渋川駅から日本中央交通の渋川タウン線「渋川温泉行き」に乗車。バス停「行幸田」下車。
- JR上越線渋川駅から関越交通の高崎線「高崎駅西口行き」に乗車。バス停「行幸田」下車。
- JR上越線高崎駅西口から関越交通の高崎線「渋川行き」に乗車。バス停「行幸田」下車。